# サルグミーヌ
サルグミーヌ(フランス語:Sarreguemines、ドイツ語:Saargemünd、ザールゲミュント)はフランス共和国、グラン・テスト地域圏、モゼル県のコミューン。歴史的なロレーヌの一部である。
市街地は、ドイツ国境に沿って広がっており、1997年より、ドイツのザールブリュッケンとトラムで結ばれている。

## 地理
ドイツとの国境である、ザール川およびブリー川に面している。ラテン語で合流点を意味する"gemundia" が語源となっている。

## 由来
- 標準ドイツ語でSaargemünd、ライン・フランケン語でSaargemìnn[1] · [2]
- Sarreとge-mündを付けて『河口』であり、『ザールから』（de la Sarre）ではなく『ザールの中の』（dans la Sarre）である[3]。Sarregueminesという書記法は、おそらく、この町の方言名Saargemìnnをフランス語化した正書法である。似た地名としてGemündがある。
- 地名が初めて記されたのは、アウストラシア公ピピンが出した706年のエヒタナハ修道院を支持する憲章においてである[4]。

## 歴史
公文書でサルグミーヌに言及されたのは777年にさかのぼる。それはピピン短躯王とカール大帝の顧問を務めた聖職者フルラートが、サルグミーヌ（当時はラテン語名のGaimundia）を含むこの地域に所有していた自らの財産をサン・ドニ修道院に寄付した、記述が証である。10世紀から12世紀にかけて、ザール川とブリー川の合流地点を監視するため建てられた城の周りで、サルグミーヌの村は成長していった。1297年、サルグミーヌはツヴァイブリュッケン公国から、神聖ローマ帝国を宗主国に持つロレーヌ公国の支配下に移り、ウィーン条約によって1766年にフランス王国に併合された。
それにもかかわらず、ロレーヌ公国は1737年から1766年までスタニスワフ・レシチニスキ（元ポーランド王かつ、ルイ15世王の義父で、かつてツヴァイブリュッケン公国に亡命していた）が治め、レシチニスキは公国南部のリュネヴィル、ナンシー、コメルシーで暮らした。宗主国の傀儡として、彼は義理の息子の実際の権力に屈していた。王はロレーヌ大執事にラ・ガレジエール大臣を任命していた。スタニスワフは重税を強いたため民衆の人気がなかったが、彼はラ・ガレジエールを支持した。また、この時代に、ゲルマン語起源で一般に用いられていたプラット・ロレーヌ語の使用を抑制する最初の処置がとられた。
町は1698年にドイツの代官区の中心地となっていた。住民たちはゲルマン語方言であるロートリンゲン・フランケン語またはプラットを話していた。1748年まで、ドイツの代官区で出される公文書はドイツ語で書かれていた。大執事が想起させた命令で、ロレーヌにおいて公文書はフランス語が強制されるようになった。

## 人口統計
2016年時点のコミューン人口は20944人で、2011年時点の人口より3.05%減少した。
| 1962年 | 1968年 | 1975年 | 1982年 | 1990年 | 1999年 | 2006年 | 2016年 |
| ------ | ------ | ------ | ------ | ------ | ------ | ------ | ------ |
| 17866  | 24284  | 25684  | 24763  | 23117  | 23202  | 21733  | 20944  |

参照元:1962年から1999年までは複数コミューンに住所登録をする者の重複分を除いたもの。それ以降は当該コミューンの人口統計によるもの。1999年までEHESS/Cassini、2006年以降INSEE

## ファイアンス焼き

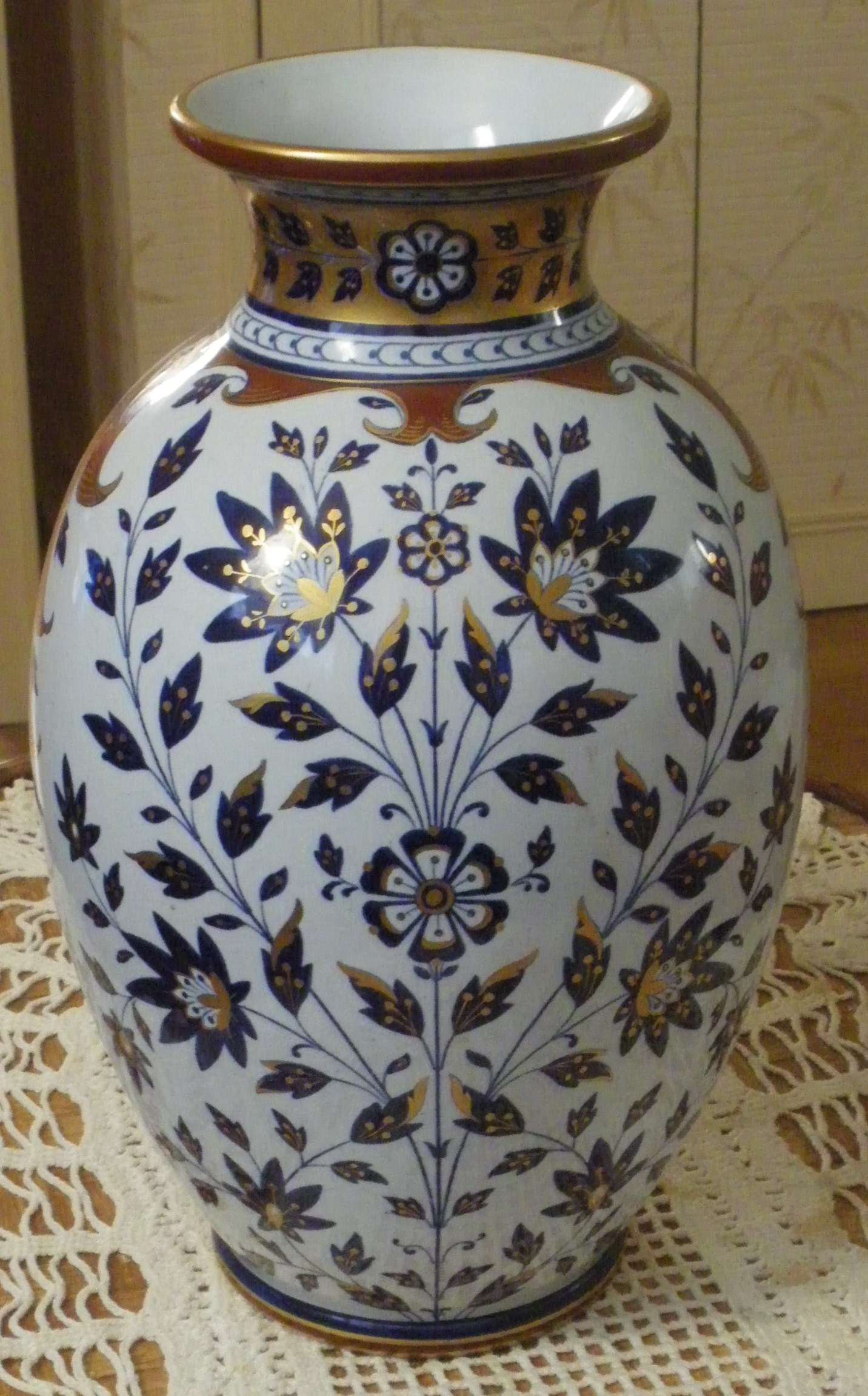
19世紀のサルグミーヌ陶器

18世紀終わりから、サルグミーヌにファイアンス焼きの工房がおかれた。陶器産業は、製造所を最高ランクに推進させたPaul UtzschneiderとPaul de Geigerから賞賛を得ていた。19世紀に初頭には、サルグミーヌは世界中に膨大な陶器コレクション、花瓶、植木鉢、壁掛けのフレスコ画、暖炉などを提供していた。
拡大の時代の後、サルグミーヌのファイアンス焼きは徐々に活動を鈍らせ、2007年2月に最終的に消滅した。 

## 姉妹都市
- グミュント、オーストリア

## 出身者
- オイゲン＝ルートヴィヒ・ツヴァイガルト